# تشا هوا يون
تشا هوا يون (بالكورية: 차화연)‏ هي ممثلة كورية جنوبية. ولدت يوم 25 يناير 1960 في سول في كوريا الجنوبية.

## روابط خارجية
- تشا هوا يون على موقع IMDb (الإنجليزية)
- تشا هوا يون على موقع قاعدة بيانات الفيلم (الإنجليزية)